# Hervé Burel
Pour les articles homonymes, voir Burel.
Hervé Burel, né le 23 juillet 1858 à Delledan, localité de Plouider, et mort le 9 juillet 1943 à Guipavas, est un paysan, qui est aussi marin, de culture syndicaliste, anticléricale et protestante, ce qui surprend dans un Léon de tradition catholique et conservatrice. Il a écrit ses souvenirs en breton (son écrit est achevé en 1905) et son manuscrit a été découvert en 2007 dans un grenier.

## Biographie
L'auteur, fils de François Burel et Marie-Anne Manson, habite dans sa jeunesse le manoir de Delledan, près de Pont-du-Châtel en Plouider.
Il s'engage dans la marine à Brest, travaillant principalement sur le Bretagne, un vaisseau lancé en 1855 et rayé de la flotte en 1866 pour devenir vaisseau-école des novices et apprentis-marins en rade de Brest. Hervé Burel décrit en ces termes la vie à bord : « Bafoués, injuriés, maltraités de toutes les manières par les instructeurs, punis de toutes les façons pour la moindre chose : voilà la condition du matelot sur ce vaisseau-école. (...) On nous fait crier trois fois "Vive le commandant de Quillebecq !" (...). Certains d'entre nous n'étaient pas très heureux de crier que vive ce commandant qui (...) pendant six mois nous avait laissé humilier et punir ! (...) Adieu bagne flottant ! »
.
Il est ensuite nommé sur l' Alceste, commandé par l'amiral Périer d'Hauterive. Il est valet du capitaine Jourdan de la Passardière, qu'il décrit en ces termes :  « Ce capitaine était de la haute et riche noblesse, mais il était aussi grincheux et très méchant. Pendant le temps que j' ai passé à son service, il ne m'a adressé la parole que deux ou trois fois, et encore d'un air si arrogant et si dédaigneux que j'avais envie de vomir en sortant de la cabine  ». 
Il raconte aussi le sauvetage en 1881 du bateau anglais Fulls of Afton, abandonné par son équipage sur ordre de son capitaine. 
Il se marie le 2 juillet 1884 à Saint-Thonan avec Françoise Kervella, dont il eût 5 enfants. Il travaille alors à la poudrerie du Moulin Blanc au Relecq-Kerhuon et adhère alors aux idées syndicales de gauche.

## Traduction et publication de son œuvre
Des descendants d’Hervé Burel retrouvent en 2007 deux cahiers de comptes dans une vieille malle du grenier familial.
Nelly Blanchard, maître de conférences en breton et celtique à l’Université de Bretagne occidentale (Brest) et membre du Centre de Recherche Bretonne et Celtique, présente et édite les cahiers sous le titre "Histoire d'une famille de Basse-Bretagne" .
Dans ce livre, Hervé Burel raconte les souvenirs de quatre générations de paysans, illustrant les joies, mais surtout les souffrances du peuple, et ouvrant sur une dénonciation acerbe de l’injustice sociale.
« De confession protestante dans une société très majoritairement catholique, Hervé Burel fut scolarisé de 7 à 16 ans. Il manifeste une conscience politique ferme et dénonce l'oppression sociale dont est victime le petit peuple » déclare Nelly Blanchard.